# Jacomeno Barrett
Jacomeno Barrett, né le 3 décembre 1984, est un footballeur international jamaïcain qui évolue au poste de Gardien de but.
Barrett commence sa carrière professionnelle en Trinité-et-Tobago, évoluant avec le Joe Public FC durant deux saisons et remporte deux trophées. Il retourne ensuite dans son pays, pour intégrer l'effectif du Sporting Central Academy, jouant dans le ventre mou du championnat jamaïcain.
Il quitte le club pour jouer avec le Montego Bay United (ancien nom du Seba United) et remporte le championnat de seconde division jamaïcaine en 2011. La saison suivante, il est sélectionné pour la première fois en équipe nationale, dans le cadre d'un match contre Cuba.

## Palmarès
- Vainqueur de la Coupe de Trinité-et-Tobago en 2007 avec le Joe Public FC
- Vainqueur de la Coupe Toyota Classic de Trinité-et-Tobago en 2007 avec le Joe Public FC
- Champion de Jamaïque en 2014 avec Montego Bay United
- Champion de Jamaïque D2 en 2011 avec Montego Bay United